# Майнхард фон Кверфурт
Майнхард фон Кверфурт (нем. Meinhard von Querfurt, лат. Menekon de Querenvorde, встречается также рус. Мейнике фон Кверфурт, умер в 1299) — ландмейстер Тевтонского ордена в Пруссии в 1288—1299 годах.

## Биография
23 апреля 1289 года, в день святого мученика Георгия, Майнхард фон Кверфурт, возглавлявший орденские войска в походе на Скаловию, поставил орденскую крепость на месте прусского укрепления Рагайне. Крепость получила имя Ландесхут, что означает «Страж земли» или «Защита земли». В 1326 году она была переименована в Рагнит. Первым комтуром замка стал Бертхольд Брюнхавен.
В 1288 году он приглашает в нижнее течение Вислы группу голландских мастеров по строительству дамб для строительства защитных сооружений вдоль Вислы. Поселение получает название нем. Holland (в будущем переименованное в нем. Preußisch Holland). В 1297 году поселение получает из рук ландмейстера фон Кверфурта городские права по образцу Кульмского городского права.
В 1294 году был заключён договор с епископом Помезании Генрихом Помезанским об уточнении границ епископского диоцеза в Пруссии.